# Lijst van richtingen in het christendom
Het christendom heeft zich in verschillende richtingen ontwikkeld. In alfabetische volgorde staat hieronder een overzicht vermeld.

## Het vroege christendom en de middeleeuwen

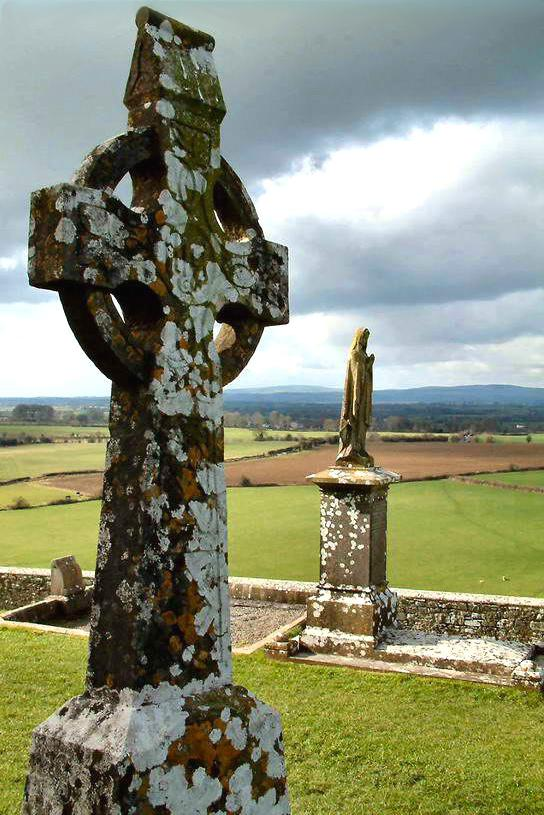
Keltisch kruis in Ierland

- Geschiedenis van het vroege christendom
- Geschiedenis van het christendom
  - Adoptianisme
  - Arianisme
  - Bogomielen
  - Docetisme
  - Ebionieten
  - Katharen
  - Keltisch christendom
  - Marcionisme
  - Monofysitisme, bestaande uit:
    - Apollinarisme
    - Eutychianisme

  - Miafysitisme
  - Monotheletisme en mono-energisme
  - Montanisme
  - Paulicianen
  - Psilanthropisme

## Nestorianisme
- Assyrische Kerk van het Oosten
  - (Chaldeeuws-Katholieke Kerk)
  - Oude Kerk van het Oosten

## Oriëntaals-orthodoxie

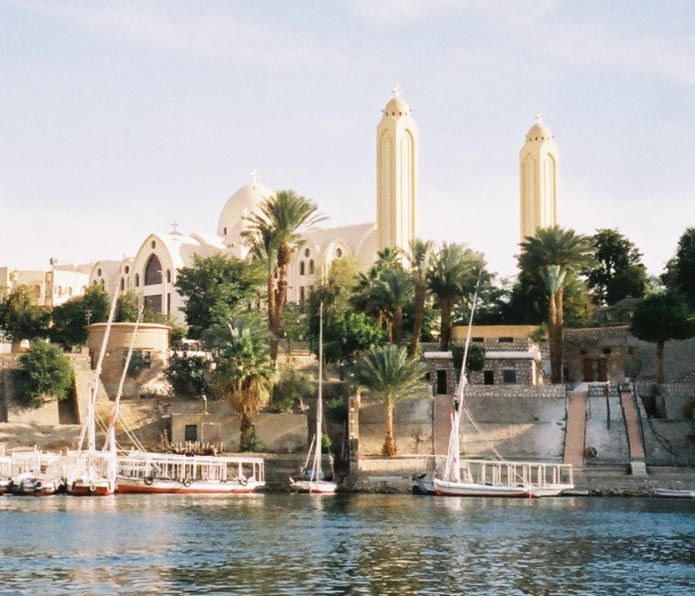
Koptische kathedraal van Aswan in Egypte

- Oriëntaals-orthodoxe kerken of oud-orthodoxe kerken
  - Armeens-Apostolische Kerk of Gregoriaanse Kerk
  - Eritrees-Orthodoxe Kerk
  - Ethiopisch-Orthodoxe Kerk
  - Koptisch-Orthodoxe Kerk
  - Syrisch-Orthodoxe Kerk van Antiochië of Jacobitische Kerk
  - Malankaarse Syrisch-Orthodoxe Kerk

## Katholicisme
- Rooms-Katholieke Kerk

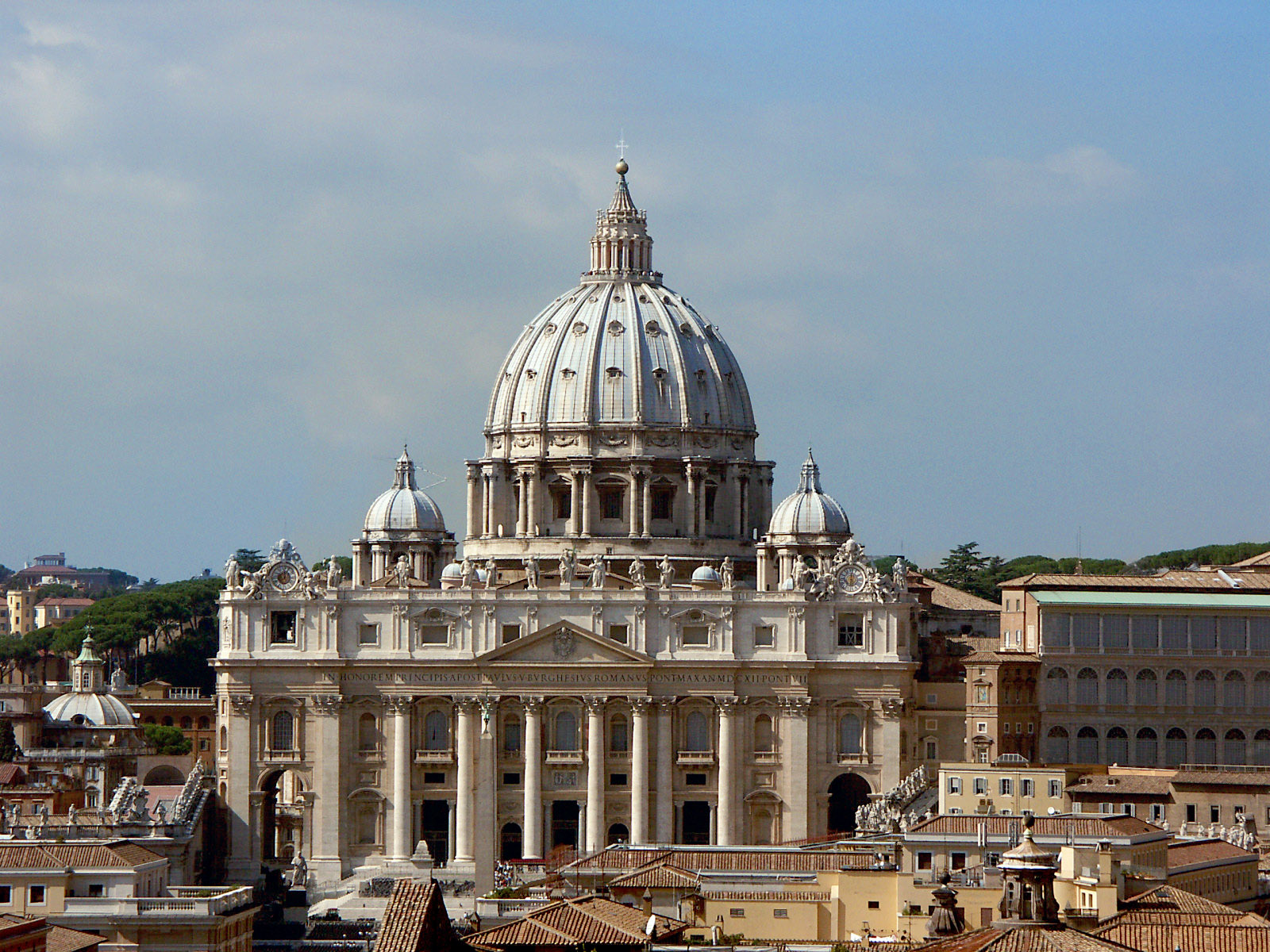
Sint-Pietersbasiliek, Rome.

  - Latijnse Kerk (waartoe 98% van de katholieken behoort)
  - Oosters-katholieke kerken
    - Albanees Grieks-Katholieke Kerk
    - Armeens-Katholieke Kerk
    - Bulgaars-Katholieke Kerk
    - Byzantijns-Katholieke Kerk in Amerika
    - Chaldeeuws-Katholieke Kerk
    - Ethiopisch-Katholieke Kerk
    - Grieks-Katholieke Kerk
    - Hongaarse Grieks-Katholieke Kerk
    - Italo-Grieks-Katholieke Kerk
    - Koptisch-Katholieke Kerk
    - Kroatische Grieks-Katholieke Kerk
    - Maronitische Kerk
    - Melkitische Grieks-Katholieke Kerk
    - Oekraïense Grieks-Katholieke Kerk
    - Roemeense Grieks-Katholieke Kerk
    - Roetheens-Katholieke Kerk
    - Russisch-Katholieke Kerk
    - Slowaaks-Katholieke Kerk
    - Syrisch-Katholieke Kerk
    - Syro-Malabar-Katholieke Kerk
    - Syro-Malankara-Katholieke Kerk
    - Wit-Russisch-Katholieke Kerk

Daarnaast zijn er nog enkele andere richtingen die zich katholiek noemen. Zij erkennen echter niet het gezag van de paus en staan niet in volledige gemeenschap met de Heilige Stoel.
- Chinese Katholieke Patriottische Vereniging
- Oudkatholieke Kerk
  - Oud-rooms-katholieke kerk
- Vrij-Katholieke Kerk (neognostiek, theosofie)
- Priesterbroederschap Sint Pius X

Voor (overige) orden, congregaties en gemeenschappen zie de lijst van rooms-katholieke religieuze gemeenschappen.

## (Oosters-)orthodoxie
- (oosters-)orthodoxe kerken
  - Albanees-Orthodoxe Kerk
  - Bulgaars-Orthodoxe Kerk
  - Cypriotisch-Orthodoxe Kerk
  - Georgisch-Orthodoxe Kerk
  - Grieks-Orthodoxe Kerk

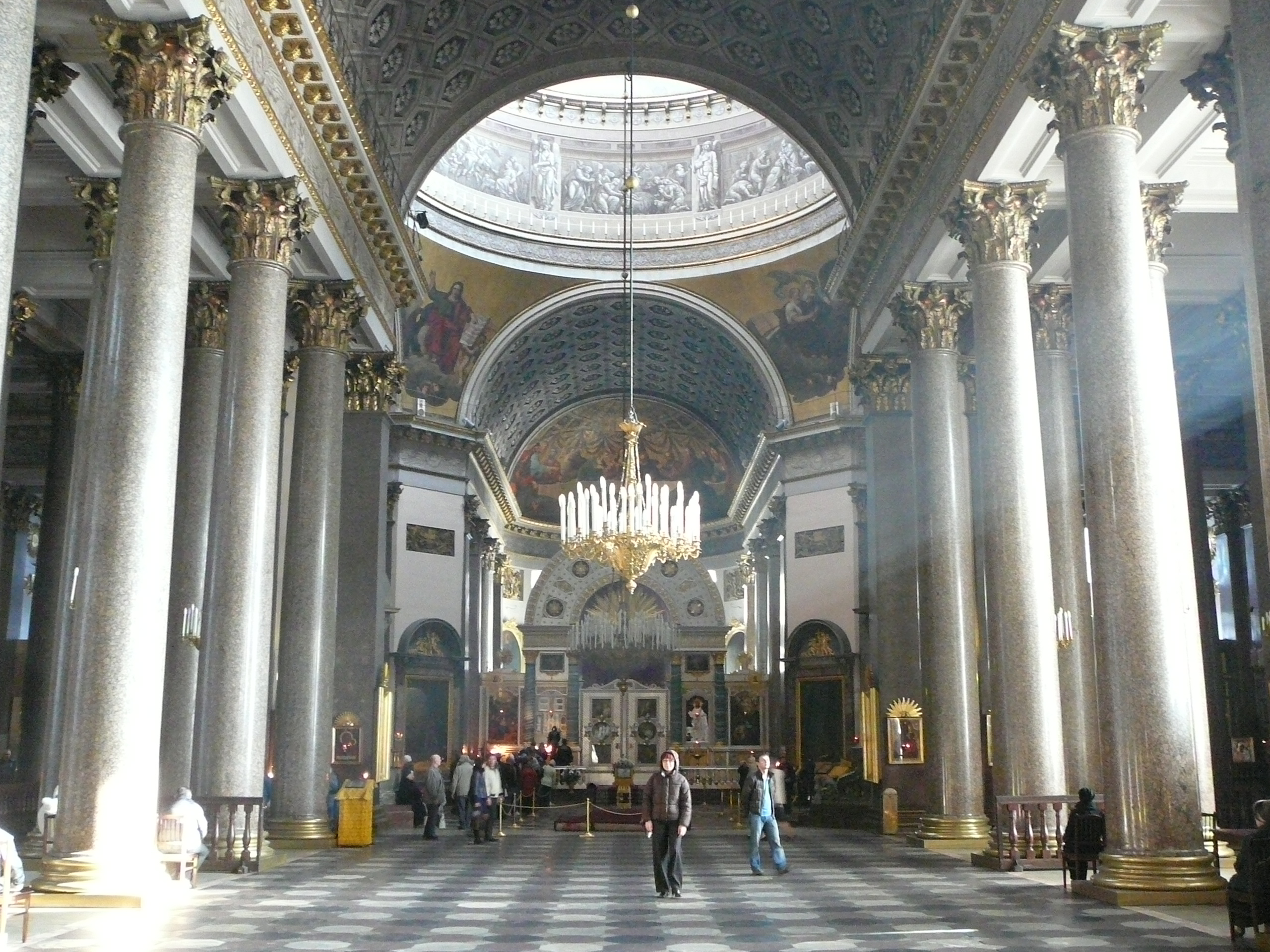
De Kazankathedraal in Sint-Petersburg

  - Grieks-orthodox patriarchaat van Alexandrië
  - Grieks-orthodox patriarchaat van Antiochië
  - Grieks-orthodox patriarchaat van Jeruzalem
  - Oecumenisch patriarchaat van Constantinopel
  - Pools-Orthodoxe Kerk
  - Roemeens-Orthodoxe Kerk
  - Russisch-Orthodoxe Kerk
    - Oudgelovigen

  - Servisch-Orthodoxe Kerk
  - Tsjechisch- en Slowaaks-Orthodoxe Kerk

## Protestantisme
- Protestantse Kerken

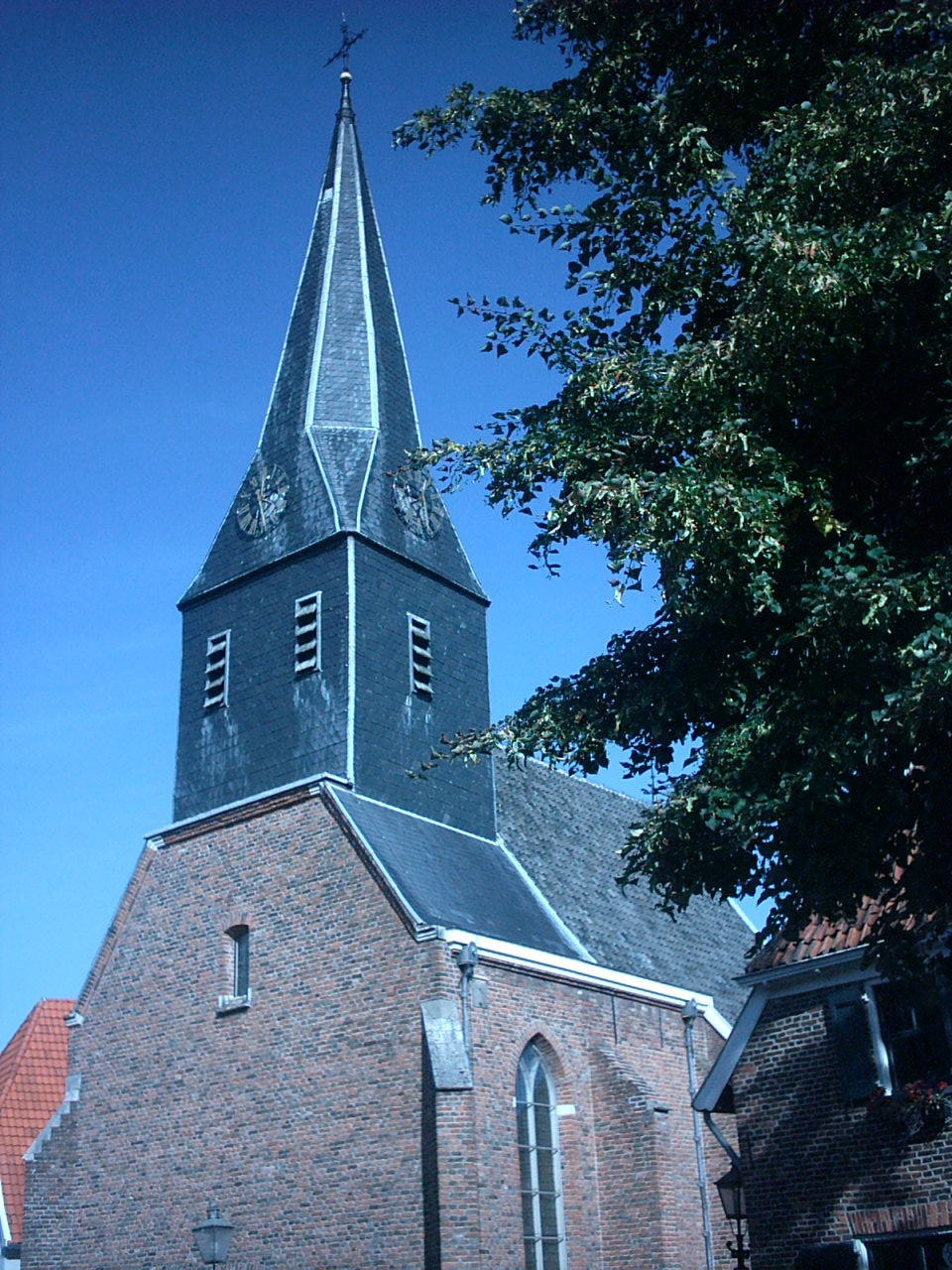
Protestantse kerk in Bredevoort

  - Anabaptisme / Mennonisme / Wederdopers
    - Amish
    - Baptisme
      - Baptisme in Nederland
        - Unie van Baptistengemeenten in Nederland
        - Vrije Baptisten Gemeenten

      - Baptisme in de Verenigde Staten
        - Southern Baptist Convention
        - Primitive Baptists

      - Strict Baptist

    - Mennonieten (Doopsgezinden in Nederland)

  - Anglicanisme, Episcopalisme en Church of Ireland
  - Apostolische Kerken
    - Katholiek Apostolische Kerk
      - Hersteld Apostolische Zendingkerk
      - Nieuw-Apostolische Kerk
        - Het Apostolisch Genootschap
        - Vereniging van Apostolische Gemeenten

  - Calvinisme
    - Evangelische Kerk van de Boheemse Broeders (fusie met lutheranen)
    - Gereformeerd en Hervormd in België
      - Verenigde Protestantse Kerk in België

    - Gereformeerd en Hervormd in Nederland
      - Contraremonstranten
        - Nederlandse Hervormde Kerk (in 2004 opgegaan in de Protestantse Kerk in Nederland)
          - Christelijke Gereformeerde Kerken
          - Gereformeerde Gemeenten
            - Gereformeerde Gemeenten in Nederland
              - Gereformeerde Gemeenten in Nederland (buiten verband)

          - Gereformeerde Kerken in Nederland (in 2004 opgegaan in de Protestantse Kerk in Nederland)
            - Nederlandse Gereformeerde Kerken (in 2023 ontstaan)
            - Gereformeerde Kerken vrijgemaakt (in 2023 opgegaan in de Nederlandse Gereformeerde Kerken)
              - Nederlands Gereformeerde Kerken (in 2023 opgegaan in de Nederlandse Gereformeerde Kerken)
              - Gereformeerde Kerken (in 2024 ontstaan)
              - De Gereformeerde Kerken in Nederland (hersteld) (in 2024 opgegaan in de Gereformeerde Kerken)
              - Gereformeerde Kerken Nederland (in 2024 opgegaan in de Gereformeerde Kerken)

            - Voortgezette Gereformeerde Kerken in Nederland

          - Hersteld Hervormde Kerk
          - Oud Gereformeerde Gemeenten in Nederland

        - Protestantse Kerk in Nederland (in 2004 ontstaan)

      - Remonstranten of Remonstrantse Broederschap

    - Gereformeerd en Hervormd in Zuid-Afrika
      - Afrikaanse Protestantse Kerk
      - Ethopische Kerk
      - Gereformeerde Kerk van Afrika of Dopperkerk
      - Nederduitsch Hervormde Kerk van Afrika
      - Nederduits Gereformeerde Kerk in Afrika
      - Neder-Duitse Gereformeerde Sendingkerk
      - Reformed Church in Africa
      - Zionist Christian Church

    - Églises Réformées Évangéliques (in Frankrijk)
      - Hugenoten

    - Presbyterianisme
    - Hongaarse Gereformeerde Kerk

  - Charismatische beweging
  - Congregationalisme
    - Vrije Evangelische Gemeenten

  - Darbisten (in Nederland Vergadering van gelovigen)
  - Evangelicalisme
    - Vineyardbeweging

  - Hussieten
    - Taborieten
      - Evangelische Broedergemeente / Moravische Broeders / Hernhutters

    - Utraquisten

  - Lutheranisme
    - Evangelisch-Lutherse Kerk (in Nederland sinds 2004 behorend tot de PKN)
    - Evangelische Kerk van de Boheemse Broeders (fusie met calvinisten)

  - Methodisme
    - Kerk van de Nazarener
    - Leger des Heils
      - Nationale Kruisleger
      - Nederlandsch Leger des Heils

    - Noorse broeders of Christelijke Gemeente Nederland

  - Pentecostalisme of Pinksterbeweging
    - Apostolische Kerk of Apostolic Church
    - Assemblies of God
      - Verenigde Pinkster- en Evangeliegemeenten (in Nederland)

    - Church of God in Christ
      - Volle Evangelie Bethel Kerk (in Nederland)

    - Hillsong Church
    - International Church of the Foursquare Gospel
      - Rafaël Nederland

    - Eternal Light Ministries
    - Victory Outreach
      - Victory Outreach Nederland

    - Pinksterbeweging in China
      - Ware Jezuskerk

    - Pinksterbeweging in Nederland
      - Beréa Beweging
      - Capitol Worship Center
      - Destiny Church
      - Landelijk Platform van de Pinkster- en Volle Evangeliebeweging
        - Bethel Pentecostal Temple Fellowship Nederland
        - Bethel Pinksterkerk Nederland
        - Newfrontiers
        - Rafaël Nederland
        - Verenigde Pinkster- en Evangeliegemeenten
        - Victory Outreach Nederland
        - Volle Evangelie Bethel Kerk

      - Morgenstondgroep
      - Stichting Johan Maasbach Wereldzending

  - Quakers of Genootschap der Vrienden
  - Waldenzen
  - Zevendedagsadventisme

## Overige groeperingen

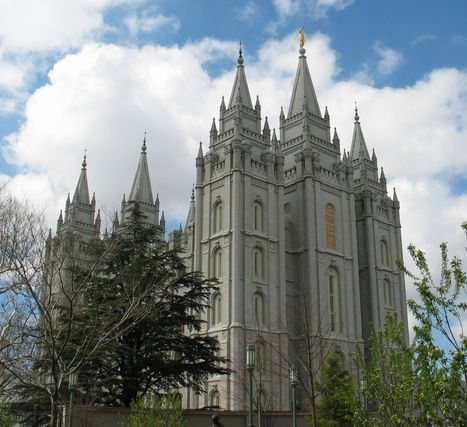
Salt Lake Temple: de tempel van de Mormonen in Salt Lake City (Utah)

Groeperingen met (gedeeltelijk) afwijkende opvattingen, waardoor er soms discussie is of deze tot het christendom moeten worden gerekend. Sommige groeperingen worden als sekte of nieuwe religieuze beweging gezien en (daarom) niet tot het christendom gerekend.
- Children of God of The Family
- Christian Science of Christenwetenschap
- De Christengemeenschap (antroposofie)
- Jehova's getuigen
- Jezuïsten
- Kerk van de Almachtige God
- Kerk van de Levende God, Pilaar en Steun van de Waarheid, Licht van de Wereld
- Messiaanse beweging, waaronder Messiasbelijdende Joden
- Mormonen of Kerk van Jezus Christus van de Heiligen der Laatste Dagen
- Peoples Temple
- Rozenkruisers (esoterie)
- Verenigingskerk (Moon)